# Pagai Utara
Pagai Utara (que significa Pagai del nord) és la més petita de les quatre illes de l'arxipèlag de Mentawai a la costa oest de Sumatra a Indonèsia. Es troba al sud de Sipora i al nord de l'illa de Pagai Selatan.
La xifra de població indicada per al nord de Pagai al quadre de la dreta és la xifra combinada del districte de North Pagai i del districte de Sikakap. La part principal del districte de Sikakap cobreix la part sud de l'illa North Pagai, però també inclou la part nord de l'illa South Pagai, juntament amb diverses illes petites a l'estret entre ambdues; tanmateix, els tres pobles del districte (ciutat de Sikakap, Taikako i Matobe) es troben a l'illa de Pagai Nord. La ciutat de Sikakap es va utilitzar com a centre d'operacions de socors relacionades amb el terratrèmol i el tsunami de Mentawai de 2010.